# 伊齐基尔·弗里耶斯
伊齊基爾·大衛·"施基"·費耶斯（英語：Ezekiel David "Zeki" Fryers，1992年9月9日—）是一名英格蘭足球員，司職後衛，出身曼聯青訓系統，現時效力英格蘭北部超級聯賽球會Macclesfield
。

## 生平

### 球會
費耶斯於2009年加盟曼聯。2010/11年球季他受到嚴重膝傷困擾，更需要動手術治理而缺陣大部分賽事。2011年9月20日費耶斯首次披上一隊球衣在英格蘭聯賽盃上陣，伙拍卡域克鎮守中路，在這場第三圈賽事作客3-0擊敗列斯聯；10月25日他於第四圈3-0勝艾迪索特的賽事擔任左閘。11月2日歐聯分組賽主場對加拉迪（Oțelul Galați），費耶斯在完場前入替莊尼·伊雲斯上陣。12月10日費耶斯首次在英超登場，於主場4-1大勝狼隊的下半場入替艾夫拿。

### 國家隊
費耶斯於2007年首次入選英格蘭U16，初時擔任中堅，並參與同年舉行的「勝利盾」（Victory Shield），其後獲派移前擔任中場。
2008年獲提升上英格蘭U17參加在西班牙特内里费岛舉行的2009年歐洲U-17足球錦標賽外圍賽，費耶斯首場對亞美尼亞正選上陣，雙方0-0賽和完場；次仗對愛沙尼亞費耶斯退居後備沒有獲派上陣；最後一場對已穩奪出線席位的主辦國西班牙，費耶斯於下半場後補登場，於完場前擺烏龍，幸好仍以1-1賽和取得出線第二階段精英外圍賽的資格。

## 榮譽
- 英格蘭足總青年盃：2011年；

## 外部連結
- 足球数据库：伊齊基爾·費耶斯的球员统计数据